# Alexandru Andronic
Alexandru Andronic (n. 2/15 iunie 1915, Jora de Jos, raionul Orhei, gubernia Basarabia, Imperiul Rus – d. 25 mai 1995, Onești, Bacău, România) a fost un istoric și cercetător român.

## Biografie
Studiile primare și secundare le-a făcut la Chișinău. Cele universitare (drept, litere și filozofie) la Iași. A lucrat la Catedra de Istoria românilor din cadrul Facultății de Litere și Filosofie din Iași, între 1943-1951. A fost doctor în istorie (1970). A fost asistent, apoi șef de sector la Institutul de Istorie și Arheologie „A.D. Xenopol” din Iași. A fost lector și conferiențiar la Facultatea de istorie-geografie a Institutului Pedagogic din Bacău. A fost lector în limba rusă la Institutul Agronomic din Iași. A fost secretar de redacție la revista Studii și cercetări istorice. De asemenea, a fost membru în Comitetul de redacție la Arheologia Moldovei și membru în Comitetul de redacție la Acta Moldaviae Meridionalis.
A adus contribuții de istorie medie și modernă a României. A îmbogățit cunoașterea periodicelor pre și proto-feudală, mai ales în ceea ce privește aria de extindere a culturii Dridu, și a începuturilor orașului medieval moldovenesc, printr-o impresionantă activitate de cercetare arheologică, asociată permanent cu studiul amănunțit al izvoarelor scrise. A adus investigații valoroase personalității lui Ion Ionescu de la Brad.
A publicat peste 100 de studii, rapoarte de săpături arheologice, note și recenzii, care au cuprins un spectru larg de probleme, extinse din antichitate până în epoca contemporană.

## Opera

### Cărți
- Cetatea de Scaun a Sucevei, București, 1965.

### Studii și articole
- „Orașe moldovenești în secolul al XIV-lea în lumina celor mai vechi izvoare rusești”, în Romanoslavica, 1965.
- „Români, bulgari, ruși și bizantini la Dunărea de Jos la sfârșitul secolului al X-lea”, în Memoria Antiquitatis, 1969.
- „Cercetări arheologice privind unele curți domnești și cetăți medievale din România”, în Studii și Articole de Istorie, 1969.
- „Fortificațiile medievale din Moldova”, în Memoria Antiquitatis, 1970.
- „Ion Ionescu de la Brad, profesor la Academia Mihăileană”, în vol. In memoriam Ion Ionescu de la Brad, București, 1971.

## Premii, titluri, distincții
- Medalia „Cruciada împotriva comunismului”
- Ordinul „Coroana României”
- Premiul „Vasile Pârvan” al Academiei Române pentru „Iașii până la mijlocul secolului al XVII-lea”, Iași, 1986
- Numit președinte al Comisiei zonale Moldova din cadrul Comisiei Naționale a Monumentelor, Ansamblurilor și Siturilor Istorice din România în 1990
- Membru de onoare al Institutului de Arheologie din Iași, 1990
- Membru de onoare al Institutului de Istorie „A. D. Xenopol”, 1990
- Membru al Societății de Heraldică, Genealogie și Sfragistică din România, filiala Iași, 1993
- Cetățean de onoare al municipiului Vaslui, 1994[4]